# اسپرینگ سیتی (یوتا)
اسپرینگ سیتی (به انگلیسی: Spring City) شهری در ایالت یوتا کشور ایالات متحده آمریکا است که جمعیت آن در سرشماری سال ۲۰۱۰ میلادی، ۹۸۸ نفر بوده‌است.